# Kompania Handlowa Polska
Kompania Handlowa Polska (Kompania Handlu Czarnomorskiego, Kompania Czarnomorska, Kompania Chersońska) – polska spółka akcyjna handlowa, istniejąca w latach 1783-ok. 1793, kontrolująca wymianę handlową I Rzeczypospolitej przez porty Morza Czarnego.
Kompanię założył Antoni Protazy Potocki, jej statut podpisano 18 marca 1783 w Winnicy.

## Historia
Powstała w wyniku skutków I rozbioru Polski, po którym Rzeczpospolita utraciła połączenie lądowe ze swoim głównym portem w Gdańsku, a towary polskie spławiane Wisłą obłożone zostały pruskimi cłami zaporowymi w komorach w Fordonie i Kwidzynie. W wyniku tego kupcy i magnaci polscy zmuszeni zostali do poszukiwania nowej drogi wymiany handlowej z portami francuskimi i włoskimi. Chodziło głównie o produkty rolne wielkich latyfundiów magnackich w województwach południowo-wschodnich Korony, których rentowność gwałtownie spadła w wyniku wzrostu ceł.
Rozpoczęto sondowanie możliwości uruchomienia handlu polskiego przez Morze Czarne. Wykorzystano przy tym fakt, że Rzeczpospolita od 1768 de facto i de iure była protektoratem rosyjskim, a po zakończeniu wojny z Turcją w 1774 Rosja uzyskała oprócz dostępu do tego morza także prawo wolnego przejścia statków przez Bosfor i Dardanele. Wartość 1 akcji kompanii ustalono na 1000 czerwonych złotych, z zastrzeżeniem, że jeden akcjonariusz może posiadać najwyżej 10 akcji. Statut dopuszczał możliwość przystępowania do przedsięwzięcia akcjonariuszy zagranicznych. Kompania cieszyła się poparciem króla Stanisława Augusta Poniatowskiego, który sam podjął się negocjacji warunków udostępnienia portu w Chersoniu nad Dnieprem z Katarzyną II, a także prymasa Michała Poniatowskiego. W 1783 caryca zgodziła się udostępnić polskiej kompanii nowo wybudowany w 1775 port, skąd bez większych przeszkód można było prowadzić handel z portami Europy zachodniej. Już w 1782 wydano ukaz zezwalający na wpuszczanie polskich towarów bez cła. Komisja Skarbowa Koronna od 1783 utrzymywała konsula polskiego w porcie chersońskim, do kompetencji którego należało zapewnienie prawnej ochrony obywatelom Rzeczypospolitej, podejmującym się handlu czarnomorskiego. W mieście powstał także polski dom handlowy.
Współzałożyciel, a od 1785 roku kierownik kompanii Prot Potocki zakupił część Jampola, gdzie urządził port i magazyny. Namawiał też osobiście wielu przedstawicieli magnaterii i znaczniejszych kupców do podjęcia prób przeniesienia handlu wiślanego w rejon Morza Czarnego. Wspierał Potockiego w tych działaniach pochodzący z Pomorza Gdańskiego, z rodziny mieszczańskiej, Michał Ossowski, inspirator działalności gospodarczej i finansowej Prota Potockiego już latach jego młodości, wieloletni przyjaciel i doradca. To on właśnie organizował kantor Kompanii Handlu Czarnomorskiego w Chersoniu i był głównym agentem banku Prota Potockiego.
Początkowo Kompania dostarczała towary tylko do Chersonia, a dalej były transportowane na statkach rosyjskich. Kompania zakupiła następnie na Morzu Czarnym kilka statków, których załoga składała się po części z cudzoziemców, po części z przyuczających się do zawodu oficera marynarki wojennej szlacheckich kadetów. Pierwszym statkiem był „Św. Michał”, następnie w 1784 statki: „Polska”, „Ukraina”, „Podole”, „Jampol” i „Św. Prot”. Była to pierwsza polska regularna flota handlowa. Statki te pływały głównie do Marsylii, a także do Aleksandrii, Barcelony, aż po Bajonnę. Statki pływały pod zmodyfikowaną banderą rosyjską z niebieskim krzyżem św. Andrzeja, z dodanym polskim orłem na czerwonym prostokątnym polu w lewym górnym rogu. Przyjęcie takiej bandery wynikało z faktu, że tylko statki rosyjskie i austriackie miały prawo przechodzić przez cieśniny tureckie. Według jednak wersji Antoniego Rolle, statki pływały pod polską banderą z białym orłem na czerwonym polu, a jedynie podczas przejścia przez cieśniny używały bandery rosyjskiej. Rozwój handlu czarnomorskiego spowodował w pewnym stopniu spadek eksportu zbóż z Ukrainy przez Gdańsk i Królewiec oraz zwyżkę cen na zboże w południowo-wschodniej Polsce.
Rozwój polskiego handlu czarnomorskiego utrudniało jednak słabe zagospodarowanie ziem Ukrainy, słabość finansowa polskiego kupiectwa, długa droga z Polski na zachód Europy przez Morze Czarne i Śródziemne, gdzie prócz wysokich kosztów transportu istniało zagrożenie ze strony piratów arabskich czy wreszcie przeszkody naturalne spławu (przeszkody w nurcie jak kamienie czy pnie drzew, długie odcinki wysokich skarp, wodospady w okolicach Jampola, konieczność częstego przeciągania łodzi z ładunkiem). Pewne znaczenie miał też fakt, iż niskie ceny ziarna w tym rejonie Rzeczypospolitej skłaniały raczej do produkowania wódki, którą sprzedawano miejscowym chłopom niż do przeznaczania go na eksport. Upadek Kompanii zaczął się od wybuchu w 1787 kolejnej wojny rosyjsko-tureckiej, podczas której statki służyły do zaopatrywania armii rosyjskiej. Ostatecznie działalność kompanii ustała po tej wojnie, na skutek splotu okoliczności, jak II rozbiór Polski i utrata głównych ziem rolniczych, upadek finansowy Prota Potockiego i bankructwo będącego udziałowcem Kompanii warszawskiego banku Teppera-Fergusona oraz mniejszych domów handlowych.